# Romain Collin
Romain Collin (Antibes, 24 ottobre 1979) è un musicista e compositore francese di genere fusion e jazz. 
Jon Weber dell'American National Public Radio lo ha definito "un compositore visionario, un eccezionale pianista jazz e una brillante stella nascente nel mondo del jazz".

## Biografia
Collin, cresciuto ad Antibes, ha frequentato il Berklee College of Music di Boston dal 2001 al 2004, dove ha studiato con Dave Liebman e Joe Lovano. Nel 2007, Collin si è laureato al Thelonious Monk Institute of Jazz con un master da docente come Larry Goldings, Russell Ferrante, Ron Carter, Charlie Haden, Mulgrew Miller e Wynton Marsalis. Durante questo periodo è stato in tournée con Herbie Hancock e Wayne Shorter e si è esibito anche con Marcus Miller, Jimmy Heath e Terence Blanchard.
Nel 2009, Collin, che da allora vive a New York, ha pubblicato il suo album di debutto come solista, The Rise and Fall of Pipokuhn (Fresh Sound); Marian McPartland lo invitò al suo spettacolo Piano Jazz su NPR nel 2010. Nel 2013 è stato pubblicato il secondo album di Collins, The Calling (Palmetto) in trio con Kendrick Scott alla batteria e Luques Curtis al basso, e nel 2015 è stato pubblicato l'album Press Enter (ACT). Questo trio è stato in tournée in Francia, Germania, Spagna, Italia, Paesi Bassi, Svizzera, Turchia, Stati Uniti e Giappone.
Nel 2019 Collin ha pubblicato l'album Americana (ACT) insieme al virtuoso dell'armonica Gregoire Maret e al chitarrista Bill Frisell, che partecipa ai Grammy del 2021 per il miglior album di musica strumentale contemporanea. Nello stesso anno è stato pubblicato Tiny Lights (XM) con composizioni in trio con il batterista Obed Calvaire e il chitarrista Matthew Stevens (con due pezzi eseguiti in collaborazione con la Filarmonica di Praga). Nel 2021 è stato pubblicato l'album Midnight Shelter (Edition Records) in collaborazione con il cantante Sachal Vasandani.
Collin ha anche scritto le musiche per due documentari prodotti da Malala Yousafzai, Le Bresil par la Cote (documentario in cinque parti, 2014), Les Airventuriers (documentario in due lungometraggi, 2015).
Collin ha insegnato improvvisazione alla New School of Music di New York ed è stato visiting professor per musica da film alla Princeton University.

## Discografia

### Album
| Titoli                        | Anno | Etichetta        |
| ----------------------------- | ---- | ---------------- |
| The Rise and Fall of Pipokuhn | 2009 | Fresh Sound      |
| The Calling                   | 2013 | Palmetto Records |
| Press Enter                   | 2015 | ACT Music        |
| Tiny Lights                   | 2019 | XM               |
| Americana                     | 2020 | ACT Music        |
| Midnight Shelter              | 2021 | Edition Records  |